# Bob Avakian

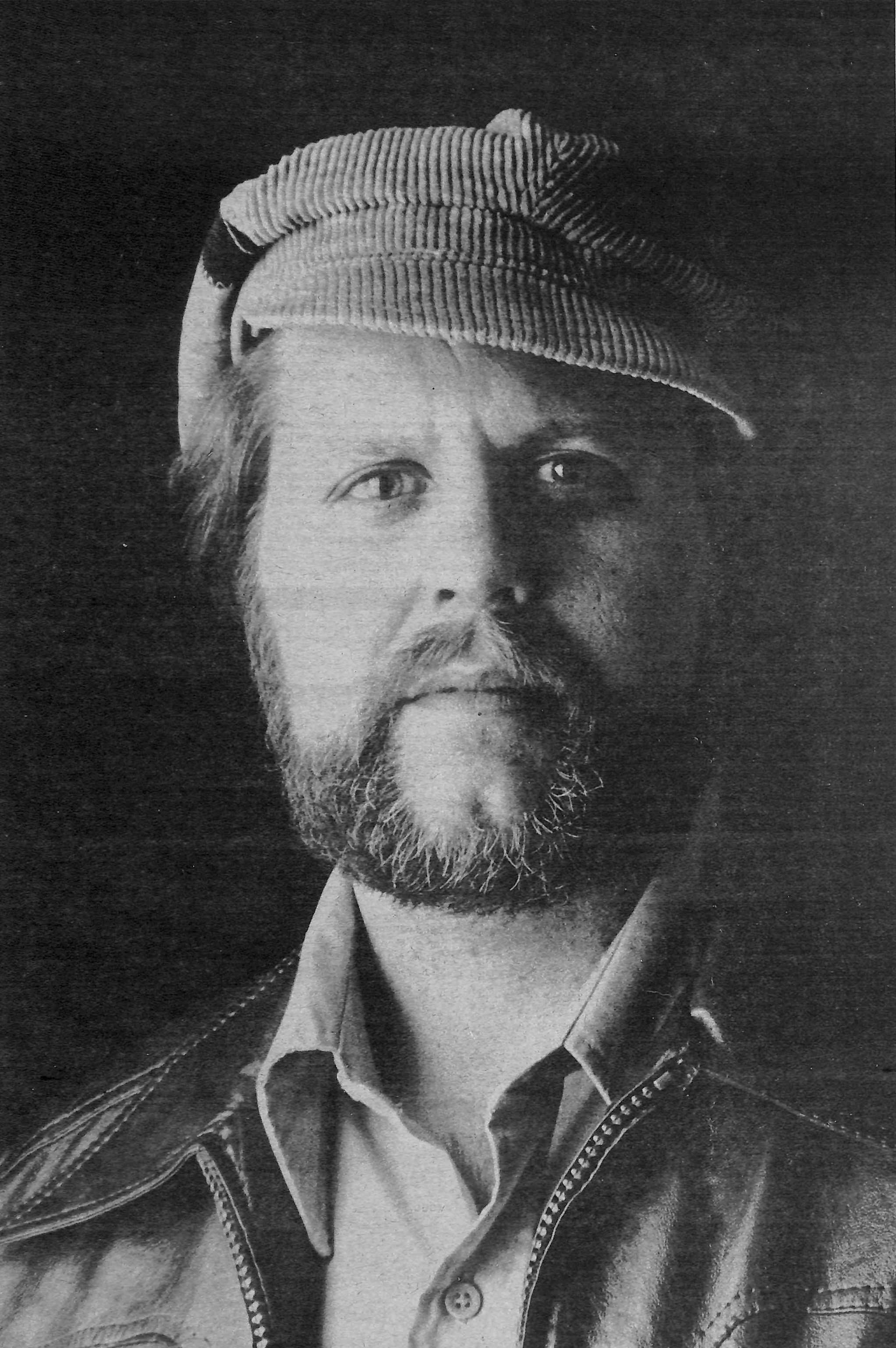
Bob Avakian (1980)

Bob Avakian (* 7. März 1943 in Washington, D.C.) ist Vorsitzender und Theoretiker der Revolutionary Communist Party (RCP), der größten maoistischen Gruppe der Vereinigten Staaten.

## Leben
Avakians Großeltern immigrierten aus Armenien. Avakian wurde in Washington geboren und wuchs in Berkeley auf. Dort besuchte er das Gymnasium und die University of California. Er wurde in der Bewegung für Meinungsfreiheit (Free Speech Movement oder FSM) politisiert und war zunächst ein Führer der Revolutionary Union (Revolutionärer Bund). Im Jahr 1975 war Avakian ein Mitbegründer der Revolutionären Kommunistischen Partei und ist seither deren Vorsitzender.

## Veröffentlichungen
- BREAKTHROUGHS (DURCHBRÜCHE) Vorveröffentlichung
- Away with All Gods! Unchaining the Mind and Radically Changing the World, 2008.
- Observations on Art, Culture, Science, and Philosophy, 2006.
- Marxism and the Call of the Future: Conversations on Ethics, History, and Politics, 2006, geschrieben mit Bill Martin.
- From Ike to Mao and Beyond: My Journey from Mainstream America to Revolutionary Communist, 2006.
- Preaching from a Pulpit of Bones, 1999.
- Phony Communism Is Dead...Long Live Real Communism!, 1992.
- Could We Really Win?, 1991.
- Reflections, Sketches, and Provocations: Essays and Commentary, 1981–1987', 1990.
- Democracy: Can't We Do Better Than That?, 1986.
- Bullets: From the Writings, Speeches, and Interviews of Bob Avakian, 1985.
- A Horrible End, or an End to the Horror?, 1984.
- For a Harvest of Dragons, 1983.
- Mao Tsetung's Immortal Contributions, 1979.
- The Loss in China and the Revolutionary Legacy of Mao Tsetung, 1978.